# Alexandre Prot
Alexandre Prot, nacido el 19 de noviembre de 1982 es un empresario francés. En particular, es cofundador y director ejecutivo de Qonto desde 2016.

## Biografía
Alexandre Prot estudia en HEC Paris (2006) y en INSEAD. Comenzó su carrera en Goldman Sachs antes de continuar en consultoría estratégica en McKinsey & Company. Sus inicios como emprendedor se remontan a 2013, cuando creó, junto a su socio Steve Anavi, Smok.io, el primer cigarrillo electrónico conectado.
En 2016, creó Qonto para simplificar la vida bancaria y financiera diaria de las pymes y autónomos en Europa. Desde su creación, el unicornio ha recaudado 622 millones, lo que eleva su valoración a 4.400 millones de euros.
La empresa cuenta hoy con 450.000 clientes y más de 1.400 empleados en cuatro mercados de Europa (Alemania, España, Francia, Italia). Aparece en el índice Next40, que reúne las 40 empresas francesas con mayor potencial.

## Premios
- Caballero de la Orden Nacional del Mérito (2022) [8]